# 里伯斯比特尔
里伯斯比特尔是德国下萨克森州的一个市镇。总面积24.51平方公里，总人口2119人，其中男性1084人，女性1035人（2011年12月31日），人口密度86人/平方公里。